# Cheyne Islands
Cheyne Islands är öar i Kanada.   De ligger i territoriet Nunavut, i den norra delen av landet, 3 600 km norr om huvudstaden Ottawa.